# Вавилонска подела
Вавилонска подела представља поделу Александровог царства на сатрапије, односно именовање нових сатрапа које се десило после Александрове смрти 323. п. н. е.. Она је представљала својеврсни споразум међу његовим генералима, односно наследницима касније познатим као дијадоси, који су се били окупили на Александровој самртној постељи.
Пре ње је питање наследства над престолом привремено решено компромисом који је Еумен утаначио између две фракције − једне коју је водио Мелеагар, која је хтела да престолонаследник постане Александров старији незаконити брат Аридеј или незаконити син Херакле; и друге коју је водио командант коњице Пердика, која је хтела да се новим краљем прогласи нерођено дете које је тада носила Александрова удовица Роксана. Договорено је како ће Аридеј постати краљ под именом Филип III, али ће престо морати да дели са Роксаниним дететом ако буде син (који се родио и добио име Александар IV). Док син не порасте, као регент ће у његово име владати Пердика.
Тај је аранжман Пердици омогућио да de facto постане наследником и господарем цартва, што је он одмах искористио како би малоумног Филипа наговорио да му дозволи ликвидацију Мелеагара и његових присталица. После тога је Пердика почео да дели сатрапије Александровим генералима, тежећи пре свега да осигура свој положај.

## Подела
Пердика је приликом поделе углавном очувао дотадашње ахеменидско устројство цартва, а из практичних разлога није дирао кадровска решења која је Александар био оставио на истоку царства. Најважнија је, међутим, била одлука да се сатрапија Медија, која је због путева који воде од запада ка истоку имала највећу стратешку важност, подели. Пердика је сматрао да се она не може оставити једном сатрапу, јер би он постао превише моћан. Зато је Мадија подељена на Велику и Малу, и одвојене сатрапе.

### Европа
- Македонија, Грчка и Епир − Антипатер, коме је, према неким изворима, помоћик био Кратер
- Илирија − Антипатер, према неким изворима Филон.
- Тракија − Лизимах

### Мала Азија
- Тзв. Велика Фригија - Антигон
- Мала или Хелеспонтска Фригија − Леонат
- Кападокија − Еумен
- Пафлагонија − Менаднар
- Лидија и Киликија − Филота
- Карија − Асандер или, мање вероватно, Касандар
- Ликија и Памфилија − Антигон или, мање вероватно, Неарх

### Африка
- Египат, Либија и Арабија − Птолемеј, син Лагов

### Западна Азија
- Сирија − Леомедон из Митилене
- Месопотамија − Аркесилај
- Вавилонија − Архонт из Пеле
- Персис − Пекеуста
- Карманија − Тлеполем
- Хирканија и Партија − Фратаферн
- Мала Медија − Атропат
- Велика Медија − Питон
- Сузијана − највероватније Скин

### Централна Азија
- Бактрија и Согдијана − Филип
- Дрангијана − Арија − Стасанор
- Арахозија и Гедрозија − Сибиртије
- Паропамисади − Оскијарт
- Област Инда и Панџаб − Порус и Таксил
- Индијске колоније − Питон (син Агеноров)

## Последице
Иако је само две године касније одређена нова подела царства, одлуке у Вавилону су имале далекосежне последице.
Пре свега, одлука да се Египат препусти Птолемеју је омогућио да се та област прва осамостали, односно да Птолемејски Египат постане велика сила и једно од најважнијих културних средишта античког света, односно најдуговечнија од хеленистичких држава.
Подела Медије на Велику и Малу је, ипак, такође омогућила да се део Александровог царства осамостали, овај пут под домаћим владаром Атропатом који је постепено обновио зороастричке традиције, али и створио област са посебним идентитетом од кога потиче савремена држава Азербејџан.